# Helmut Grob (Schriftsteller)
Helmut G. Grob (geboren 1929 in Würzburg) ist ein deutscher Science-Fiction-Autor.
Grob war Justizbeamter und veröffentlichte von 1959 bis 1962 fünf Science-Fiction-Romane, von denen vier in der Reihe Utopia Zukunftsroman erschienen. Der im Leihbuchverlag Bewin erschienene Roman Intermezzo im Kosmos handelt von den Bewohnern eines unbedeutenden Planeten, die sich gegen die Tyrannei eines übermächtigen Wesens aus dem Kosmos zur Wehr setzen.
1970 veröffentlichte Grob den Jugendkriminalroman Gefahr in der Nacht im Arena-Verlag.
Laut dem Lexikon der Science Fiction Literatur soll Grob unter Pseudonym über zwei Dutzend Kriminalromane verfasst haben, die im Dörner-Verlag und in den Kriminalreihen von Bastei und Moewig erschienen sein sollen.
Das Pseudonym konnte jedoch nicht ermittelt werden.

## Bibliografie
- Die Kinder des Chaos. Pabel (Utopia Zukunftsroman #201), 1959.
- Unternehmen Vergangenheit. Pabel (Utopia Zukunftsroman #222), 1960.
- Ben Clair. Pabel (Utopia Zukunftsroman #227), 1960.
- Intermezzo im Kosmos. Bewin, 1961.
- Nur ein Monster. Pabel (Utopia Zukunftsroman #312), 1962.
- Gefahr in der Nacht : Ein junger Bildreporter jagt Autoschmuggler. Arena, Würzburg 1970.